# Ptilodactyla amazonica
Ptilodactyla amazonica là một loài bọ cánh cứng trong họ Ptilodactylidae. Loài này được Pic miêu tả khoa học năm 1947.